# Virgilijus Alekna
Virgilijus Alekna, litovski atlet, * 13. februar 1972, Terpeikiai, Litva.
Alekna je v svoji karieri nastopil na poletnih olimpijskih igrah v letih 1996 v Atlanti, 2000 v Sydneyju, 2004 v Atenah, 2008 v Pekingu in 2012 v Londonu. V letih 2000 in 2004 je osvojil naslov olimpijskega prvaka v metu diska, leta 2008 pa je osvojil bronasto medaljo. Na svetovnih prvenstvih je osvojil naslova prvaka v letih 2003 in 2005 ter naslova podprvaka v letih 1997 in 2001, na evropskih prvenstvih pa naslov prvaka leta 2006, srebrno medaljo leta 2002 in bronasto leta 1998. 
Leta 2000 je bil izbran za svetovnega atleta leta, leta 2005 pa za evropskega atleta leta. V letih 2000, 2004, 2005 in 2006 je bil izbran za litovskega športnika leta.
Njegov sin Mikolas Alekna je prav tako metalec diska.